# Christelijke jaartelling

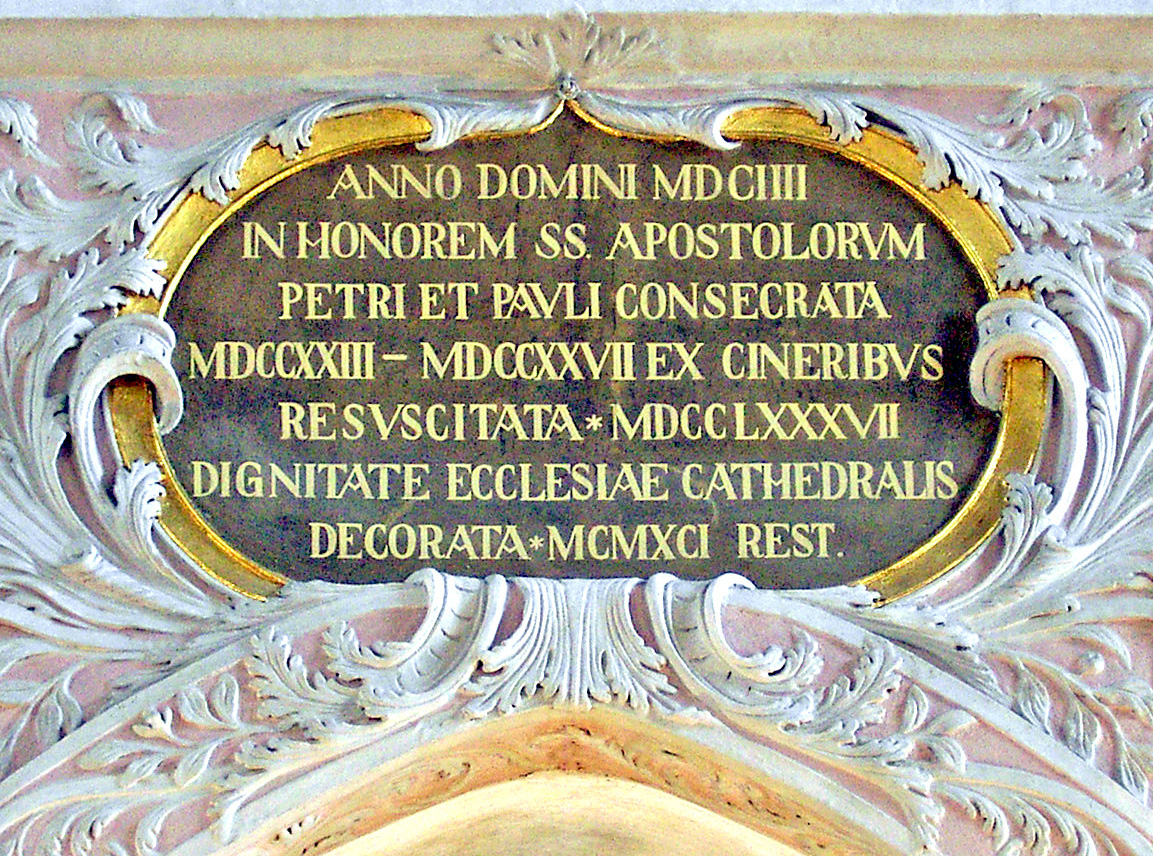
Anno Domini inscriptie op een kathedraal in Karinthië, Oostenrijk.

De christelijke jaartelling, ook Anno Domini- of AD-jaartelling genoemd, is de jaartelling die gebruikt wordt in de juliaanse en gregoriaanse kalender. De kalender gaat uit van jaar 1 als Anno Domini, Latijn voor in het jaar des Heren. De christelijke jaartelling is in veel landen, in het bijzonder in de westerse wereld, de gebruikelijke jaartelling.
De jaartelling werd ingevoerd door de Scytische monnik Dionysius Exiguus als hulpmiddel bij het opstellen van zijn paastabel. Hij presenteerde deze, overigens op dat moment zonder succes, in of kort na het jaar 525 aan officiële vertegenwoordigers van paus Johannes I.
Door niet-christenen wordt soms de afkorting v.d.j. of v.o.j. gebruikt, wat voor de jaartelling of voor onze jaartelling betekent, of v.o.t. dat voor onze tijd(rekening) betekent. In het Engels wordt in die context meestal BCE (Before the Common Era) gebruikt.

## Opzet en achtergrond
Het begin van de christelijke jaartelling is het jaar 1. Jaren eerder dan het jaar 1 worden aangegeven met v.C. of v.Chr. (voor Christus). Het jaar voorafgaand aan het jaar 1 is het jaar 1 v.Chr., er is geen jaar 0. Ter onderscheiding van andere getallen, een andere jaartelling of jaren voor Christus schrijft men bij jaren na Christus na het jaartal wel n.C. of n.Chr. Ook de afkorting AD (voor Anno Domini) wordt wel gebruikt sinds de Engelse monnik Beda haar introduceerde in zijn werk De Temporum Ratione (725). Deze wordt vaak vóór het jaartal geplaatst.
De christelijke jaartelling was door Dionysius Exiguus bedoeld te beginnen met het jaar van de geboorte van Jezus. Hij had zijn tabel namelijk gebaseerd op de indicties van Diocletianus, maar schreef naar de bisschop Petronius: "Wij hebben niet gewild onze cycli met de herinnering van een goddeloze en vervolger (d.i. Diocletianus) te verbinden, maar wij hebben eerder gekozen vanaf de incarnatie van onze Heer Jezus Christus (ab incarnatione Domini nostri Jesu Christi) de jaarperiodes te markeren, aangezien hieruit het begin van onze notie van onze hoop zou blijken, en de reden van het herstel van de mensheid, dit is, het lijden van onze Verlosser, duidelijk aan het licht zou komen."
De precieze dag en maand of zelfs het jaar van Jezus' geboorte kan niet definitief bepaald worden. Door onjuiste berekeningen, gebaseerd op de Romeinse kalender van Dionysius Exiguus, werd aangenomen dat Jezus in het jaar 1 was geboren. Matteüs stelt dat Jezus werd geboren toen Herodes nog leefde en Herodes stierf in 4 v.Chr. Veel historici hebben geconcludeerd dat het jaar 6 v.Chr. het meest waarschijnlijke jaar van Jezus' geboorte is.
Een andere jaartelling, die nog niet bestond in de Romeinse oudheid, is de jaartelling ab urbe condita (ook wel Anno Urbis Conditae, afgekort AUC). Deze jaartelling werd pas omstreeks het jaar 400 (na Chr.) voor het eerst systematisch gebruikt door de Iberische historicus Orosius. Hoewel Dionysius Exiguus deze jaartelling waarschijnlijk wel kende (maar niet gebruikte), schijnt paus Bonifatius IV (omstreeks het jaar 600) de eerste te zijn geweest die het verband tussen deze jaartelling en de christelijke jaartelling (AD 1 = AUC 754) onderkende. De daadwerkelijke ingebruikname van de christelijke jaartelling als een volwaardig systeem voor het dateren van historische gebeurtenissen geschiedde pas in de achtste eeuw door toedoen van de befaamde Engelse chronoloog (beoefenaar van de chronologie) en historicus Beda Venerabilis. Het was pas in de tiende eeuw dat de christelijke jaartelling voor het eerst werd gebruikt voor het dateren van een pauselijk document (namelijk AD 967) en pas in de tweede helft van de elfde eeuw nam de kerk van Rome de christelijke jaartelling definitief in gebruik.

## Begrippen
Onderscheid dient te worden gemaakt tussen de twee complementaire begrippen jaartelling en kalender. Gedurende de tijd dat de christelijke jaartelling al in gebruik is (dus van de achtste eeuw tot op de huidige dag), is de bijbehorende (Romeinse) kalender, sinds het Eerste Concilie van Nicea (in het jaar 325) de officiële kalender van de kerk, slechts eenmaal veranderd, namelijk in het jaar 1582. De Romeinse kalender heeft sinds de stichting van Rome in de achtste eeuw v. Chr. in veel achtereenvolgende gedaanten tot op de huidige dag bestaan. De voorlaatste gedaante van de Romeinse kalender was de juliaanse kalender (van 46 v.Chr. tot 1582), de laatste de gregoriaanse kalender (sinds het jaar 1582). De christelijke kalender, dat wil zeggen de bij de christelijke jaartelling behorende kalender, was dus van 525 tot 1582 identiek aan de juliaanse kalender en daarna aan de gregoriaanse.